# Donões
Donões ist ein Ort und eine ehemalige Gemeinde (Freguesia) im portugiesischen Kreis Montalegre. Die Gemeinde hatte 62 Einwohner (Stand 30. Juni 2011).
Am 29. September 2013 wurden die Gemeinden Donões, Mourilhe und Cambeses do Rio zur neuen Gemeinde União das Freguesias de Cambeses do Rio, Donões e Mourilhe zusammengeschlossen.